# Савин-1
Савин-1 — археологічний пам'ятник у Росії, стародавнє святилище-обсерваторія.
Височина, висотою близько 2 м від рівня води річки Тобол, шириною 60 метрів та довжиною 350 метрів під час весняної повені буває повністю оточена водою. Із височини добре проглядається навколишня місцевість. Розташована за 1,5 км на північний схід від села Бузан Боровської сільради Білозерського району Курганської області Російської Федерації.
Назва Савин, дана археологами об'єкту, в перекладі з угорської означає «пагорб серед боліт».
Святилище було побудовано в першій половині III тис. до н. е. й використовувалося в мідну добу (від 4300 до 2500 р. до н. е.). Савин-1 старіший за Стоунхендж і на тисячу років старший за Аркаїм.
Рішенням Малої Ради Курганської обласної Ради народних депутатів від 6 травня 1993 року № 84 є об'єктом культурної спадщини регіонального значення.

## Історія відкриття та досліджень
До відкриття на поверхні пам'ятника вирощували сільгоспкультури. У 1982 році житель села Бузан Василь Павлович Бабушкін приніс до місцевого краєзнавчого музею кілька предметів, після чого в тому ж році були організовані розкопки Савина. Почав їх співробітник краєзнавчого музею Михайло Павлович Вохменцев, потім ними займалися працівники Курганського обласного краєзнавчого музея, Курганського державного педагогічного інституту та Інституту археології АН СРСР. У 1983—1984 роках науковим керівником розкопок була Таміла Михайлівна Потьомкіна.
У 1997 році працівники Інституту археології РАН підтвердили, що Савин використовувався як обсерваторія для спостереження за Сонцем і Місяцем.[джерело не вказане 1309 днів]
Поблизу Савина-1 розташовані пам'ятники Савин — 2 (VII ст. до н. е. — III ст. н. е.), Слободчики-1 (поки не датовано) і Охотино-1 (поселення VI тис. до н. е. — IV тис. до н. е.).

## Розкопки
Споруда в плані схожа на цифру 8, складові її кола мають діаметр 16-18 метрів та глибину 0,2—1,2 метра, вони орієнтовані на північний схід-південний захід. Краще збереглося східне коло. По периметру кіл вириті канави, всередині та зовні яких розташовані більше ста ям. Серед них ями із жертвоприношеннями, де виявилися кістки коней, козуль, лосів, кабанів у великих кількостях, а також поодинокі кістки вовка і ведмедя, керамічні та кам'яні вироби. У південно-східній частині кожного кола знаходяться людські поховання. Кераміка в основному лісостепова, крім цього є вироби, що виготовлені в центральній та південній частині Уралу, на півночі сучасного Казахстану та західносибірської тайги. Дерев'яні стовпи, вкопані в ями, позначають астрономічні напрямки сходів і заходів сонця в дні сонцестоянь, фаз сходу високого Місяця і заходу низького Місяця.
На святилищі були знайдені три поховання, з яких два відносяться до часу функціонування святилища.
Велика частина знахідок, включаючи кістки людей та тварин передана до Інституту археології РАН та в Інститут історії матеріальної культури РАН. У Білозерському районному краєзнавчому музеї зберігається круглий плоский камінь з отвором посередині і знаками на поверхні, який був календарем і поміщався на посох жерця та деякі інші артефакти.

## Туризм
Туристи залишають підношення духам у сосни, що стоїть в центрі пагорба.
У листопаді 2020 року завершено реконструкцію святилища з дерев'яними настилами для зручності відвідувачів у період затоплення місцевості. Відкриття етнокультурного центру «Савин» відбулося в травні 2021 року, поруч зі святилищем встановлені арт-об'єкти: «Годинник у минуле», напис «Савин» з інтерактивними елементами і кам'яна «Спіраль здоров'я».